# St. Ulrich (Nals)

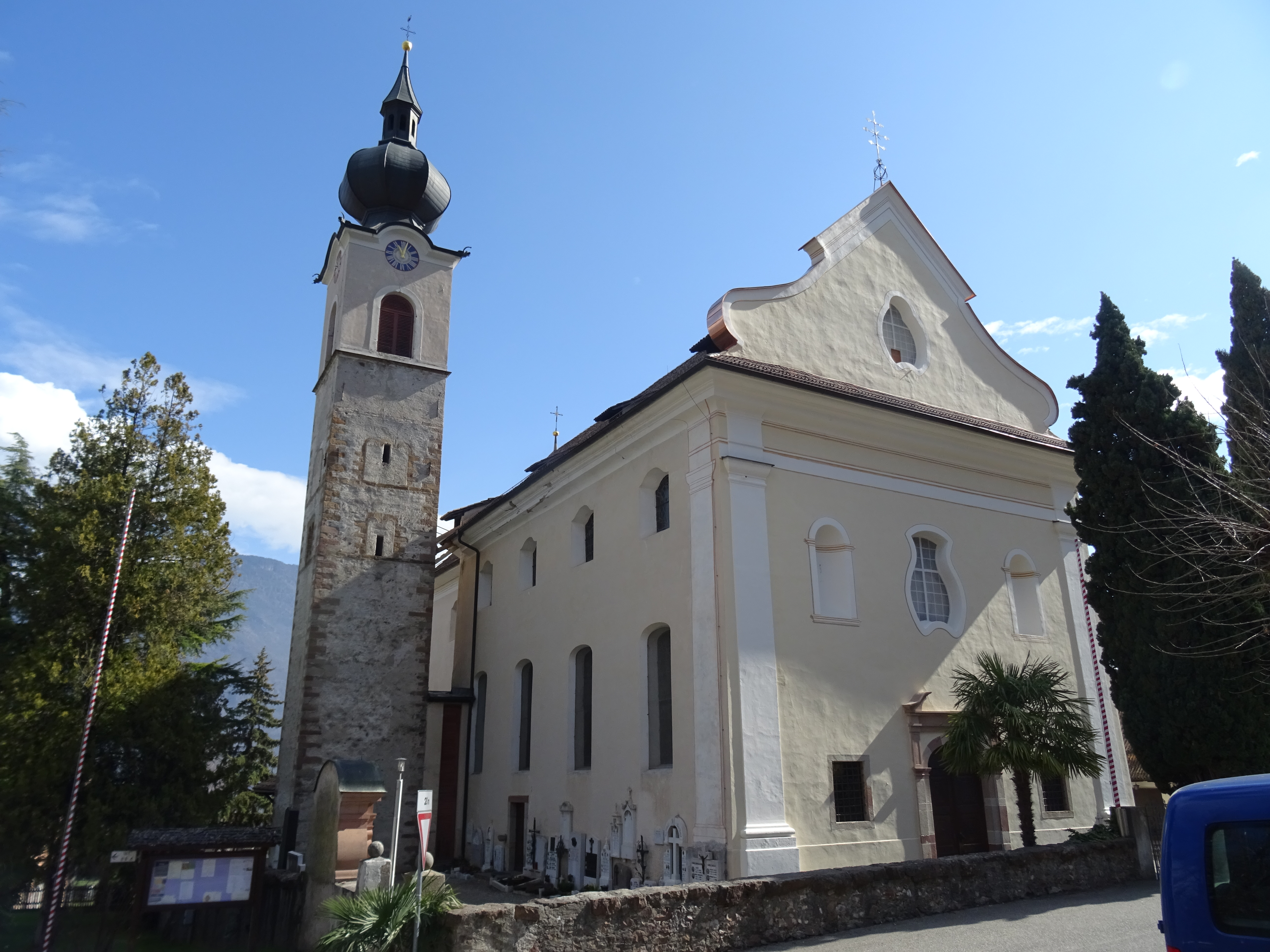
Pfarrkirche St. Ulrich in Nals

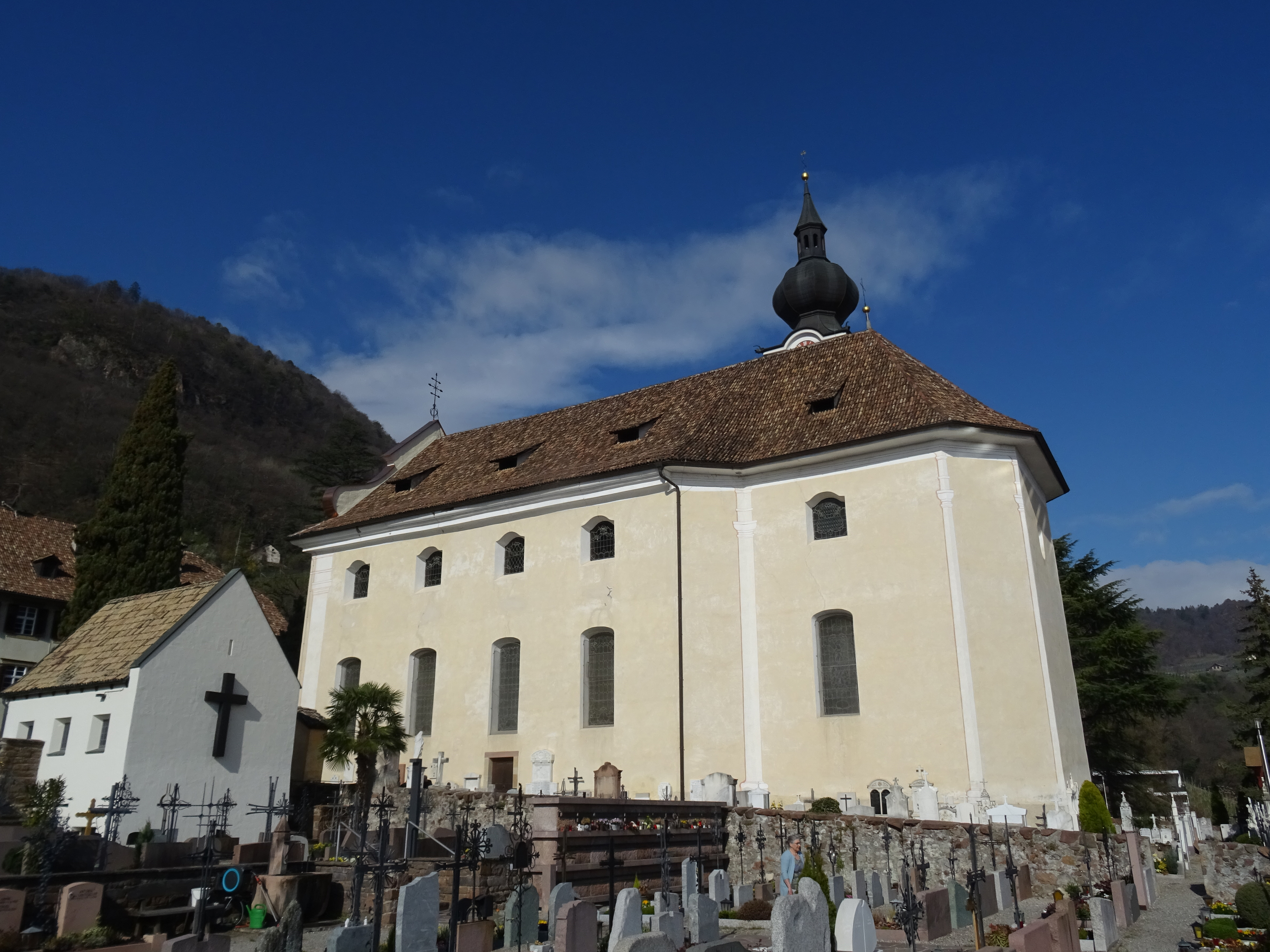
Friedhof mit Friedhofskapelle

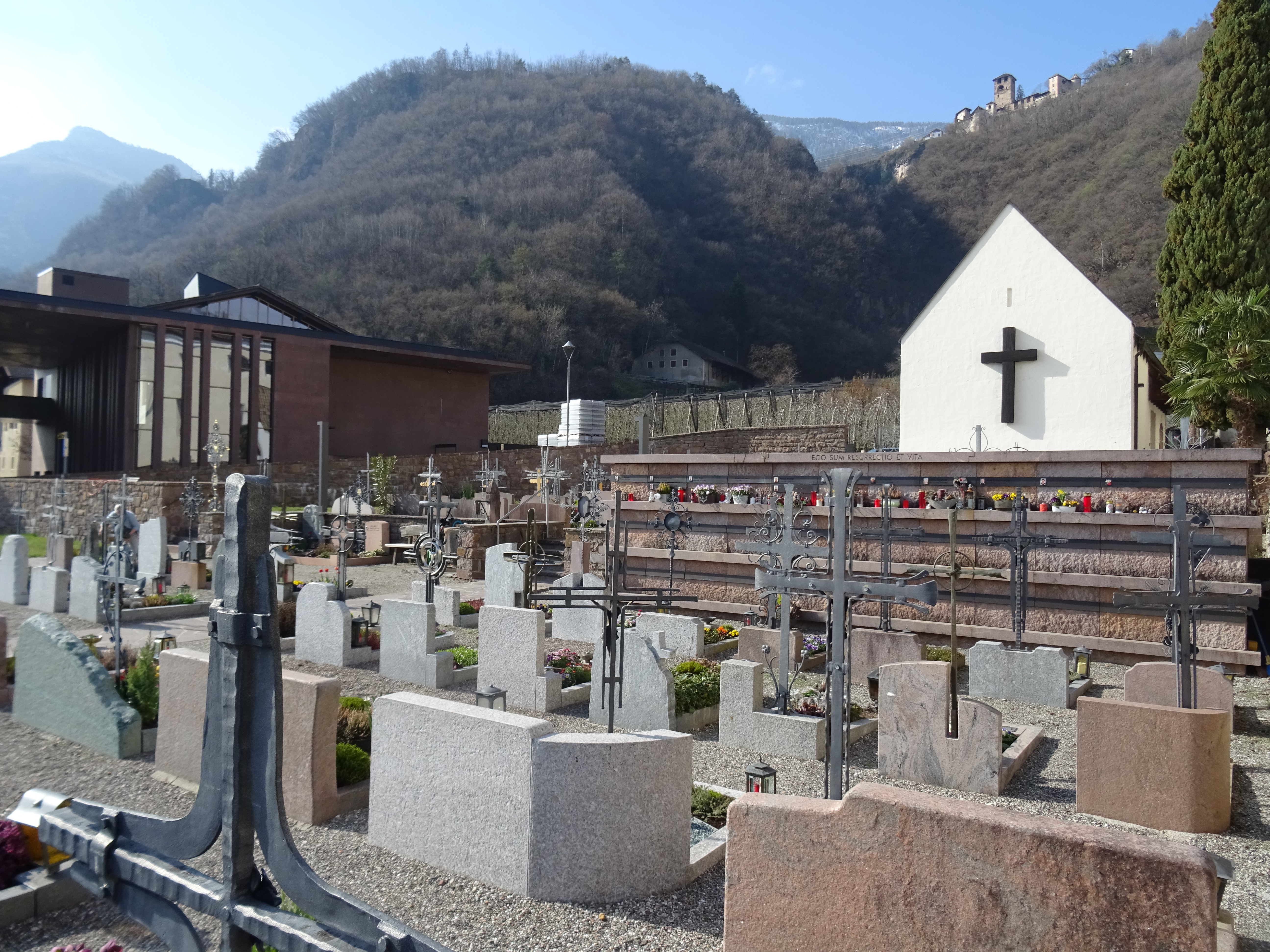
Friedhof, darüber Burg Payrsberg

Die römisch-katholische Pfarrkirche St. Ulrich in der Gemeinde Nals in Südtirol ist ein geschütztes Baudenkmal.

## Geschichte
Der Ort Nals im Etschtal zwischen Meran und Bozen gehörte ursprünglich zum Einzugsgebiet der Urpfarre Tisens. Die Einwohner waren Anfang des 19. Jahrhunderts größtenteils Bauern. Die Liegenschaften gehörten u. a. den Grafen Payrsberg, Trapp, Stachelburg, Fuchs von Fuchsberg, Mohr, Tannenberg, den Freiherren Winkelhof, Federspiel, den Edlen von Lip, Häufler, Thavonatti und Campi von Heiligenberg. Von den ausgedehnten Gütern bezogen u. a. die Klöster Stams, Marienberg, Müstair und Füssen Wein.
Als ältestes Gotteshaus von Nals galt die später devastierte Kirche St. Peter am östlichen Ortsrand. Die im Ortszentrum von Nals auf einer Anhöhe gelegene Kirche St. Ulrich hat mehrere Vorgängerbauten vorzuweisen. Wie die Kapelle St. Ulrich in Niederlana, weist das Ulrichs-Patrozinium auf eine ehemalige Augsburger Eigenkirche hin. In einer Schenkungsurkunde von 1063 übertrug der Augsburger Bischof Heinrich II. seine Liegenschaften in Nals dem Augsburger Domkapitel, das die Kirche gründete. Mitte der 1990er Jahre fand man bei Restaurationsmaßnahmen unter der Kirche Skelettreste aus dem 13. Jahrhundert, die eine Besiedlung von Nals seit dieser Zeit belegen. Die erstmals 1309 urkundlich erwähnte Kapelle wurde im Laufe der Jahrhunderte vergrößert und erweitert. Vom romanischen Vorgängerbau zeugt heute noch der Turmunterbau und die Grundmauern vom südlichen Langhaus und Presbyterium. Unter Verwendung der romanischen Fundamentes, entstand in gotischer Zeit ein neues Langhaus. 1542 bezog man von dem Glockengießer Löffler aus Innsbruck eine 28 Zentner schwere Glocke mit dem Wappen der Payrsberg, als Inhaber des Vogteirechts von Nals. Bis 1709 war der Pfarrer von Tisens mit der Seelsorge von Nals betraut. Die Stiftungsurkunde zur Gründung der eigenen Kuratie wurde am 6. Mai 1709 von Franz Karl Graf von Trapp, dem Pfarrer Johann Anton Römisch, vom Adelsausschuss und der Gemeinde unterschrieben, und vom k. k. und fürstbischöflichen Amt genehmigt. Bis zum Bau eines eigenen Gebäudes für den Kuraten erfolgte die Betreuung weiterhin von Tisens aus, bis 1724 Andreas Tyerhammer seinen Dienst antrat. Die Präsentation erfolgte ausnahmsweise vom Pfarrer von Tisens, sonstige Änderungen waren dem Graf von Payrsberg als Vogtherren der Kirche vorbehalten.
Die stetig wachsende Bevölkerung erforderte 1810 den Bau der gegenwärtigen, spätbarocken bis frühklassizistischen Kirche mit einschiffigen Langhaus und abgesetzten eckigen Chor. Baumeister war Matthäus Wachter aus Bozen. Den Neubau weihte am 18. Mai 1815 der Fürstbischof von Trient Emanuel Graf Thun. 1860 erhielt der romanische Kirchturm einen Aufsatz mit Zwiebelhaube und Laterne. Die Baukosten beliefen sich auf 40.000 Gulden, für die größtenteils die Gemeinde selbst aufkam. 1910 wurde die Kuratie Nals von der Mutterpfarrei Tisens gelöst und zur eigenständigen Pfarrei erhoben. 1961 erhielt der Kirchturm ein neues, fünfstimmiges Geläut von der Glockengießerei Grassmayr aus Innsbruck. Am 20. Februar 1981 stellte das Südtiroler Landesdenkmalamt die Kirche unter Denkmalschutz. 2024 restaurierte die Firma Kaiser & Wolf den Glockenstuhl.

## Beschreibung

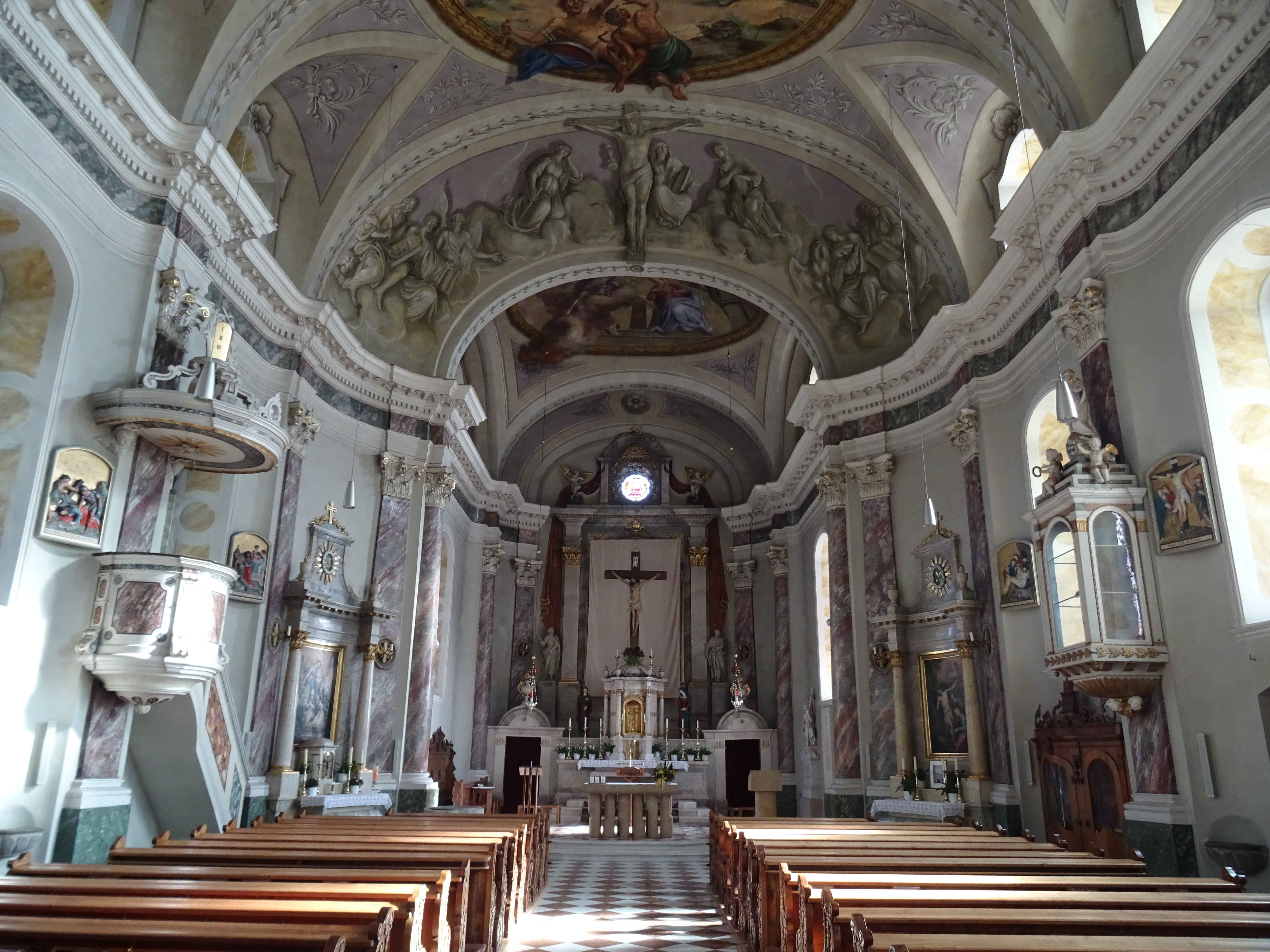
Innenraum

Das einschiffige Langhaus besitzt ein Tonnengewölbe, der abgesetzte, eckige Chor eine Flachkuppel und der Kirchturm eine Zwiebelhaube mit Laterne. Der Innenraum ist im Stil des Spätbarock bis Frühklassizismus gehalten. Die Innenraumfresken schuf 1814 der Maler Josef Schelsky aus Bozen und das den Kirchenpatron darstellende Hochaltarbild 1813 der Maler Heinrich Told. Die Orgel fertigte von 1770 bis 1772 Ignaz Franz Wörle aus Bozen, ursprünglich für die Alte Pfarrkirche Gries. Der gotische Taufstein stammt noch aus der Vorgängerkirche. Die Kirche ist von einem Friedhof mit Friedhofskapelle und Umfassungsmauer umgeben.

## Pfarrbezirk
Zum Pfarrbezirk Nals gehören außer der Pfarrkirche St. Ulrich die Herz-Jesu-Kirche in Untersirmian sowie die Kirche St. Apollonia in Obersirmian. Die auf das 13. Jahrhundert zurückgehende und im Zuge der Josephinischen Reformen profanierte Kirche St. Vigil beim Vigiliushof in Nals existierte bis zum Zweiten Weltkrieg.